# Amole Gupte
Pour les articles homonymes, voir Gupte.
Amole Gupte (marathi : अमोल गुप्ते), né vers 1962, est un réalisateur, scénariste et acteur indien.

## Filmographie partielle

### Comme réalisateur et scénariste
- 2007 : Panga Naa Lo (uniquement réalisation)
- 2007 : Taare Zameen Par (scénariste et directeur artistique)
- 2011 : Stanley's Tiffin Box (Stanley Ka Dabba)
- 2014 : Hawaa Hawaai

### Comme acteur
- 1985 : Holi : Amol Khanna
- 1986 : Umberto (vidéo)
- 1987 : Mirch Masala : Villager
- 1990 : Kaafila
- 1992 : Jo Jeeta Wohi Sikandar : Race Caller
- 2009 : Kaminey : Bhope
- 2010 : Phas Gaye Re Obama : Dhananjay Singh
- 2011 : Urumi : Chirakkal Thampuran
- 2011 : Stanley Ka Dabba : Khadoos
- 2011 : Bheja Fry 2 : Raghu Burman
- 2014 : Singham Returns
- 2015 : Ek Tara : Chhota Shaukat
- ? : The Last Weaver : Kamrul (en pré-production)

## Récompenses et distinctions
- 2008 : Filmfare Award de la meilleure histoire pour Taare Zameen Par